# Les Miracles de saint Ignace de Loyola
Les Miracles de saint Ignace de Loyola est une toile de grandes dimensions, une pièce d'autel composée en 1618 ou 1619 par Pierre Paul Rubens pour l’église de la maison professe des Jésuites d’Anvers (aujourd'hui église Saint-Charles-Borromée), en Belgique. La toile se trouve depuis 1776 au Musée d'histoire de l'art, à Vienne (Autriche).

## Histoire
Pour la décoration intérieure de leur grande église baroque d’Anvers, achevée en 1621, les Jésuites avaient choisi l’artiste local, alors au faîte de sa gloire, Pierre Paul Rubens. Comme pièces d'autel Rubens compose deux grandes toiles à la gloire des deux saints fondateurs de la Compagnie de Jésus : Ignace de Loyola et François-Xavier. L’une illustre  Les Miracles de saint Ignace de Loyola  et l’autre Les Miracles de saint François-Xavier. Par un ingénieux mécanisme de poulies (que l’on trouve en plusieurs églises jésuites), les tableaux pouvaient être montrés en alternance.
Lorsque la Compagnie de Jésus fut supprimée (en 1773) l’église fut dépouillée de ses chefs-d’œuvre et pillée de tout ce qui avait de la valeur. Cette toile, avec d’autres œuvres de Rubens, fut acquise par le musée impérial en 1776 qui est devenu le Musée d'histoire de l'art, à Vienne, où elle se trouve encore aujourd’hui. À la fin du XVIIIe siècle Anvers et les Pays-Bas méridionaux étaient sous domination autrichienne.

## Description
Le tableau de Rubens, peint à l’huile sur toile, est de grandes dimensions de 535 × 395 cm. Saint Ignace de Loyola en vêtements sacerdotaux tissés d’or, la main gauche sur l’autel où il vient de terminer la célébration de la messe, est tourné vers la foule.  Un nimbe  entoure sa tête, et ses yeux, rouges d’avoir versé des larmes, sont tournés vers le ciel. De sa main droite (se trouvant exactement au centre de la  toile) saint Ignace exorcise un homme et une femme qui, bouches ouvertes, sont jetés à terre par les démons qui en sont expulsés. Au fond de la nef (en haut à gauche), les démons chassés (l’un, dragon, l’autre encorné) disparaissent dans la grisaille.
Des angelots au dessus d’Ignace portent palme et couronnes (peut-être en anticipation de la canonisation du saint qui aura lieu quelques années plus tard). Alignés derrière saint Ignace, six jésuites en soutanes noires sont témoins de l’exorcisme Adossés à quatre hautes colonnes ils sont expression d’ordre solide et de sérénité des troupes de saint Ignace.
Le tableau illustre une opposition rubensienne classique entre des personnages à la vigueur physique tourmentée (le côté gauche et inférieur de la toile) et la puissance tranquille et victorieuse du monde spirituel (côté droit et supérieur de la toile) séparés l’un de l’autre par le banc de communion: le profane et le sacré.